# Lagorchestes asomatus
El kuluwarri (Lagorchestes asomatus) es una especie extinta de marsupial diprotodonto de la familia Macropodidae conocido por un único ejemplar recolectado en 1932. De acuerdo a aborígenes de la zona, se extinguió entre 1940 y 1960.